# Клан Эрскин
Клан Эрскин (англ. Clan Erskine) — старинный дворянский род и один из влиятельных кланов Шотландии во времена Роберта Брюса, Давида II, Марии Стюарт и Якова I.

## История основной ветви клана
Первые упоминания о клане относятся к началу XIII века, ко временам царствования короля Александра II — известен Генри де Эрскин, имя которого упоминается в документе 1226 года. В августе 1296 года его внук, Джон де Эрскин, присягнул на верность королю Англии Эдуарду Длинноногому и подписал в числе других дворян Шотландии Рагманские свитки. Несмотря на это клан Эрскинов поддерживал Роберта Брюса и был связан с ним родственными узами — у Джона де Эрскина был сын по имени Джон, старшая дочь которого была замужем за Томасом Брюсом, братом короля. Вторую дочь Джона, Элис, взял в жены Уолтер, лорд-распорядитель Шотландии. Кроме того у него был сын, которого за проявленную доблесть посвятили в рыцари прямо на поле боя под королевским стягом.

### Приближённые королей
За верность короне Давид II назначил сэра Роберта де Эрскина управляющим и хранителем замка Стерлинг (эта привилегия до сих пор сохраняется за вождем клана), а 1350 году Роберт стал лордом великим камергером Шотландии и юстициаром земель к северу от реки Форт. В 1371 году он вошел в число дворян, поддержавших Роберта II, внука великого Роберта Брюса и основателя династии Стюартов на шотландском престоле, при его вступлении на трон. В 1398 году король Роберт III пожаловал его сыну по имени Томас баронство Аллоа.
Томас Эрскин был женат на Джанет Кит, наследнице графского титула Мара. После смерти в 1435 году Александра, графа Мара, сэр Роберт Эрскин (сын Томаса) предъявил свои претензии на право носить этот титул, однако Яков I отклонил его требование. Около 1438 года Роберту был пожалован титул лорда Эрскина, а в 1457 года титул графа Мара был присвоен королевским родом Стюартов. В 1488 году, во время мятежа баронов, его сын Томас, 2-й лорд Эрскин, сражался на стороне Якова III в битве при Сочиберне и разделил с ним поражение.
После того, как трон перешел к главе мятежников Якову IV, Роберт, 4-й лорд Эрскин, стал приближенным короля и 9 августа 1513 года вместе со своим сувереном пал в битве при Флоддене. Его сын Джон, 5-й лорд Эрскин, вошел в состав охраны юного Якова V. Привилегия охранять отпрысков короны во время их малолетства сохранялась за кланом на протяжении нескольких поколений — они обеспечивали безопасность Марии Стюарт, Якова I и его старшего сына, Генриха, принца Уэльского. Когда Яков вырос, Джон Эрскин сохранил статус верного приближенного короля и присутствовал при его смерти в Фолклендском дворце в 1542 году.

### Эрскины и Мария Стюарт
В 1543 году дочь Якова, Мария Стюарт, была коронована в замке Стерлинг, комендантами которого по-прежнему были Эрскины. После вторжения англичан Джон Эрксин укрыл юную королеву в августинском монастыре Инхмахом, расположенном на принадлежащем ему острове посреди озера Ментит. Один из четырех сыновей Джона, Роберт, был убит англичанами в битве при Пинки 10 сентября 1547 года.

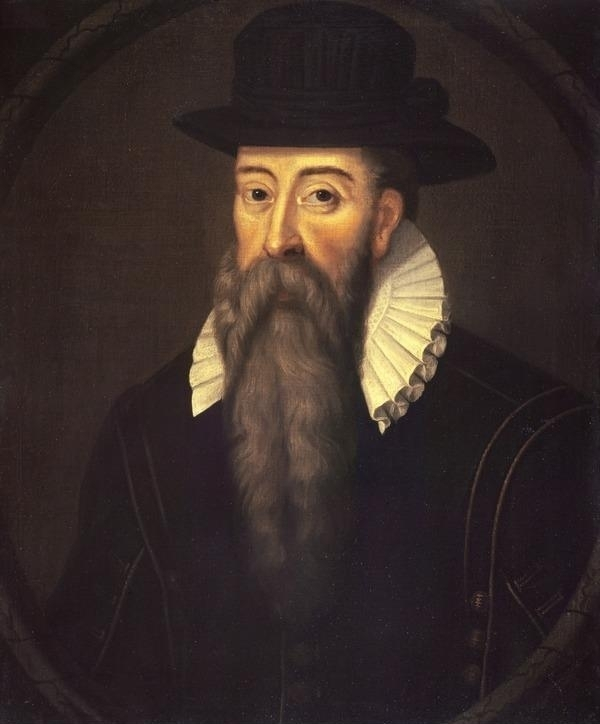
Джон Эрскин, 1-й граф Мар

Сын 5-го лорда, которого также звали Джон Эрскин, равно как и его отец был сторонником Марии Стюарт. Во время протестантской революции Джон — хотя он сам был протестантом — занимал умеренные позиции. В 1559 году, будучи комендантом Эдинбургского замка, он отказался впустить туда армию Марии де Гиз, однако после того как регентша потеряла позиции, разрешил Марии обрести в замке своё последнее пристанище (там она и скончалась в 1560 году). В 1565 году Мария Стюарт пожаловала Джону титул графа Мара, на который клан претендовал вот уже более сотни лет. Известно, что жена графа, Аннабелла Мюррей, была очень дружна с королевой, и однажды та посетила с визитом родовое гнездо Эрскинов в Аллоа. Во время беременности Марии Стюарт граф обеспечивал её безопасность, а затем и безопасность новорожденного наследника престола, будущего короля Якова I.
Первые годы жизни Якова прошли в замке Стерлинг, где его товарищем для игр стал сын графа по имени Джон. Там же после отречения Марии Стюарт, 29 июля 1567 года, произошла коронация годовалого принца. Сестра Джона Эрскина по имени Маргарет в своё время была любовницей Якова V и родила от этой связи сына — Джеймса Стюарта, графа Морея, который таким образом приходился единокровным братом Марии Стюарт. В 1567—1570 годах он был регентом Шотландии при малолетнем Якове I, затем в 1570 году был убит, а после гибели его преемника графа Леннокса в 1571 году регентом стал сам граф Мар. Он недолго занимал этот пост и в 1572 году скончался.

### Расцвет могущества
Расцвет могущества клана пришелся на годы жизни Джона Эрскина, 2-го графа Мара. Он рос и учился вместе с Яковом I, которого был старше на четыре года, однако несмотря на это в 1582 году присоединился к Уильяму Рутвену в его попытке государственного переворота. В 1583 году королевская власть была восстановлена, и Яков I наказал своего бывшего товарища, лишив его должности коменданта замка Стерлинг (в пользу своего фаворита графа Аррана) и отправив в ссылку в Ирландию. В 1584 году граф Мар перебрался в Англию, затем он и другие опальные дворяне-протестанты вернулись на родину и принудили короля сместить графа Аррана с поста главы правительства. Кроме того Джон, возглавив армию в 8000 человек, вернул себе замок Стерлинг.
С этого момента он вновь вошел в число приближенных Якова I и стал одним из его советников, а впоследствии вновь завоевал расположение короля. В июле 1595 года Яков собственноручно издал указ, согласно которому Джон становился ответственным за охрану и образование его старшего сына, принца Генриха. Некоторое время спустя между графом и супругой короля Анной Датской возник конфликт относительно опеки над принцем, однако король встал на сторону графа.

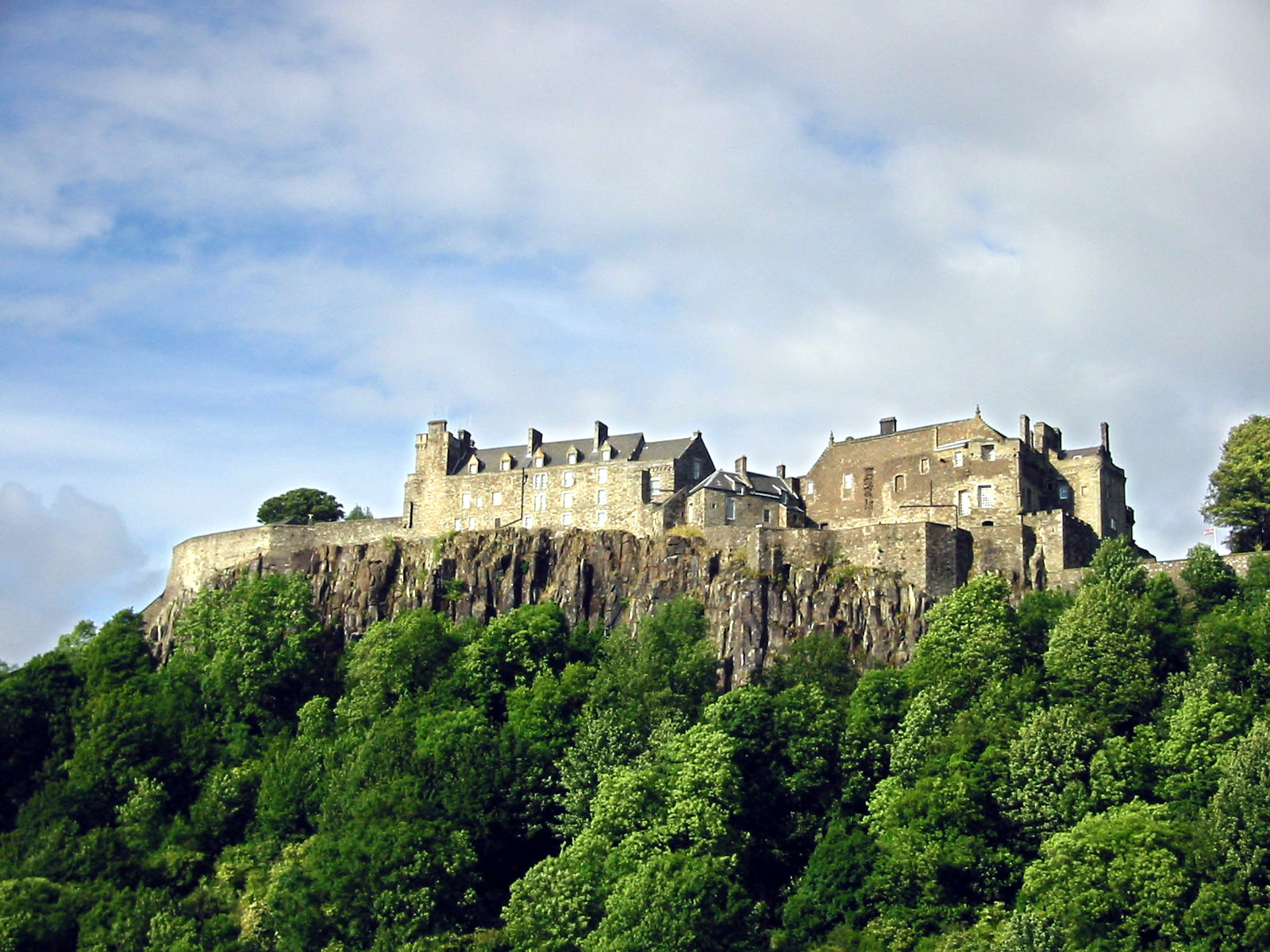
Замок Стерлинг

Граф Мар, в свою очередь, доказал лояльность короне, поддержав короля в его противостоянии духовенству и подписав «Пять пертских статей», непопулярный законопроект о реформе пресветерианской церкви, введение которого спровоцировало восстание 1638 года. Несмотря на участие в перевороте 1584 года, граф пользовался доверием короля — в 1601 году он находился с посольством в Англии, а в 1616 году был назначен на должность лорда-казначея Шотландии, став таким образом одним из самых могущественных лиц страны.
Спустя некоторое время после смерти своей первой жены Анны Драммонд, граф Мар сделал предложение леди Марии Стюарт, дочери Эсме Стюарта, 1-го герцога Леннокса — родственника и фаворита короля. Так как Джон был на двадцать лет старше её и уже имел наследника титула от первого брака, Мария отказала ему. Однако в дело вмешался король и успокоил свою кузину, пообещав, что если она родит Мару сына, у него будет титул. 10 июня 1610 года король пожаловал Джону Эрскину титул 1-го лорда Кардросса и привилегию передавать его не по старшинству, а любому из своих отпрысков.
Мария вышла замуж за Джона и родила ему четырех дочерей и пятерых сыновей. Старший из них, Джеймс, женился на Мэри Дуглас, графине Бухана, и через этот брак стал 6-м графом Бухана. Их потомки унаследовали этот титул. Таким образом титул лорда Кардросса перешел ко второму сыну Джона, Генри, и его потомкам. Третий сын, полковник Александр Эрскин, присоединился к ковенантскому движению и в 1640 году был убит. Джон Эрскин скончался 14 декабря 1634 года в замке Стерлинг в возрасте семидесяти семи лет и был погребен в Аллоа. После его смерти начался закат могущества клана.

### Потеря влияния
Его сын Джон Эрскин, 3-й граф Мар, в 1610 году был награждён Орденом Бани, входил в состав Сессионного суда Шотландии и с 1615 года был членом тайного совета короля. Однако в 1638 году Карл I отнял у него право быть комендантом Стерлингского замка и назначил на его место генерала Рутвена. В том же году, испытывая недостаток в средствах, граф продал баронство Эрскин, затем в 1641 году по настоянию короля продал ему должности бальи Стерлинга и Форта, но денег за них так и не получил. Некоторое время Джон Эрскин поддерживал ковенантское движение, а в 1653 году умер.
Его сын, 4-й граф Мар, которого тоже звали Джон Эрскин, по примеру отца поддерживал ковенантеров, однако затем перешел на сторону короля, что впрочем не уберегло его от мести роялистов — в 1645 году ирландские пехотинцы из армии маркиза Монтроза разграбили Аллоа и прилегающие владения. Чтобы подтвердить свою лояльность, граф устроил прием для маркиза и его приближенных, чем еще больше восстановил против себя ковенантеров, а их лидер, маркиз Аргайл, пригрозил сжечь башню Аллоа. После победоносного сражения при Килсайте граф Мар присоединился к армии роялистов и в сентябре того же года принял участие в битве при Филипхоу, однако позорно бежал с поля боя, и за это был послан тренировать новобранцев в лагерь в Бремаре.

Джон Эрскин, 11-й лорд Эрскин, 6-й граф Мар

Впоследствии он был оштрафован на крупную сумму, а в 1654 году его земли были конфискованы Кромвелем. Во время гражданской войны он жил в небольшом домике у ворот своего бывшего жилища, и вдобавок ко всему вскоре ослеп. В начале периода Реставрации король Карл II восстановил владения графа, однако тот так и не смог оправиться от перенесенных бед и умер в 1688 году.
Его внук, 6-й граф Мар, вновь носил имя Джон Эрскин и был одним из лидеров якобитского восстания 1715 года, однако оказался совершенно некомпетентен как полководец, и это сыграло не последнюю роль в подавлении восстания. Граф бежал во Францию и в 1721 году принял от Георга I пенсию в размере 3500 фунтов. Последние годы жизни он провел в Париже и в Ахене, где и скончался в 1737 году, а его земли отошли другой ветви клана. Титул графа Мара был заморожен и восстановлен только в 1824 году.
В 1866 году между Джоном Гудив-Эрскином (прямым наследником умершего 9-го графа) и Уолтером Эрскином (наследником по мужской линии) возник конфликт относительно того, кто из них должен стать следующим по счету обладателем графского титула. Они обратились с иском в Палату лордов, и возникшая ситуация была решена довольно необычным способом — оба претендента получили титул графа Мара (см. подробное описание конфликта в статье Граф Мар).

## Графы Бухана
18 июня 1615 года Джеймс Эрскин, старший сын Джона Эрскина, 2-го графа Мара, от второго брака, женился на Мэри, дочери Джеймса Дугласа, 5-го графа Бухана. Так как девушка была единственным ребёнком графа от брака с Маргарет Огилви, то она унаследовала титул и все его земли, а к её супругу Джеймсу перешел титул 6-го графа Бухана. Известно, что их сын Джеймс, 7-й граф Бухана, выплатил Кромвелю штраф в размере тысячи фунтов, а внук Уильям, 8-й граф Бухан, во время Славной революции остался верен королю Якову II, за что в 1688 году некоторое время содержался в заключении в Стерлингском замке. В 1695 году он умер, не оставив наследника, и титул отошел его родственнику из другой ветви клана — Дэвиду Эрскину, 4-му лорду Кардроссу. Наиболее знаменитый представитель этой ветви — барон Томас Эрскин, знаменитый судебный оратор конца XVIII и начала XIX веков.

## Графы Келли
Титул графа Келли был дарован в 1619 году сэру Томасу Эрскину, потомку младшего сына 4-го лорда Эрскина, королём Яковом I. С юных лет он был верным соратником короля, за что сначала получил титул виконта Фентона, а затем и графа Келли. В 1639 году Томас умер. Ему наследовал внук, которого тоже звали Томас, а после его смерти в 1643 году — Томас умер бездетным — титул перешел к его брату Александру. Александр Эрскин, 3-й граф Келли, был преданным сторонником Карла I, за что Кромвель заключил его в Тауэр и отобрал все его земли. Впоследствии ему разрешили отправиться в добровольную ссылку в Европу, а в Шотландию Александр вернулся после восстановления монархии.
Его внук Александр, 5-й граф Келли, принимал участие в восстании якобитов 1745 года, за что просидел три года в тюрьме Эдинбургского замка. Известно, что он был женат на леди Джанет Питкэрн, дочери шотландского врача Арчибальда Питкэрна. В 1756 году Александру наследовал сын Томас, 6-й граф Келли. Он был популярным композитором своего времени, придерживался разгульного образа жизни и увлекался алкоголем. Томас умер, не оставив потомства, в 1781 году. Затем титул перешел к его брату Арчибальду Эрскину, но так как тот тоже не был женат, после его смерти новым графом Келли стал его родственник сэр Чарльз Эрскин из Камбо. Чарльз тоже умер холостяком и потому в 1829 году титул перешел к 9-му графу Мара.

## Титулы клана
- Лорд Эрскин — был образован указом короны около 1438 года и пожалован Роберту Эрскину
- Граф Мар — был пожалован Джону Эрскину в 1565 году указом королевы Марии Стюарт, однако на этот титул члены клана претендовали с 1435 года

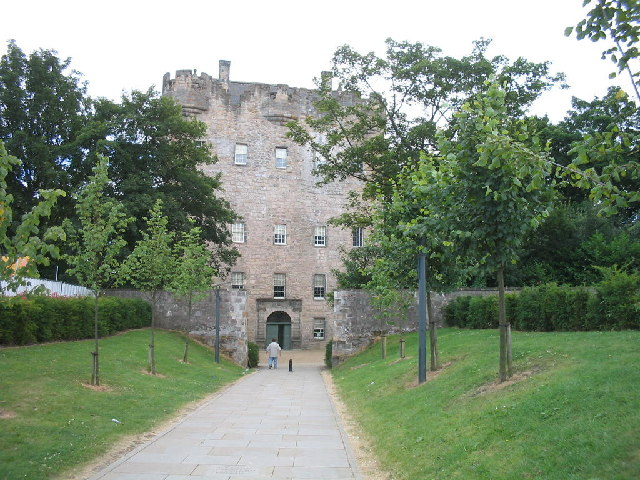
Башня Аллоа — родовое гнездо клана

- Лорд Кардросс — был образован в 1610 году указом короны и стал передаваться потомкам Джона Эрскина, 2-го графа Мара, и леди Марии Стюарт
- Граф Бухан — в 1615 году Джеймс Эрскин, сын 2-го графа Мара, взял в жены Мэри Дуглас, графиню Бухан, и через этот брак титул стал передаваться их потомкам
- Граф Келли — был пожалован в 1619 году Томасу Эрскину указом короля Якова I

## Замки клана
- Башня Аллоа (англ. Alloa Tower)

Башня Аллоа расположена в городе Аллоа, административном Клакманнаншира. Замок был построен в XIV веке и является одним из наиболее хорошо сохранившихся средневековых построек подобного типа. Вожди клана Эрскин жили в башне Аллоа на протяжении многих веков.
- Замок Стерлинг (англ. Stirling Castle)

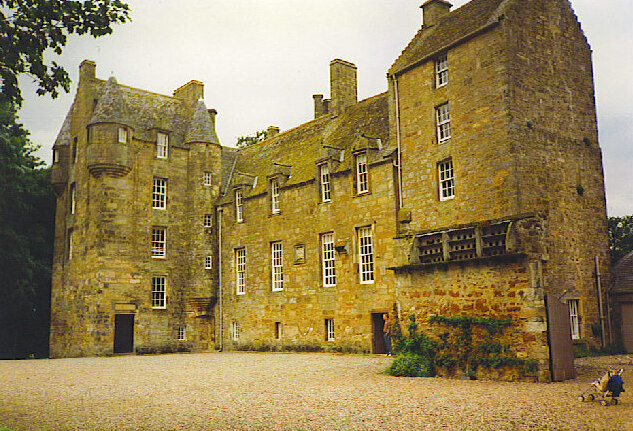
Замок Келли

Расположен в нынешнем округе Стерлинг. Замок не принадлежал непосредственно клану, однако его члены являются комендантами замка ещё со времён короля Давида II, и до сих пор сохраняют эту почетную должность.
- Замок Бремар (англ. Braemar Castle)

Замок находится неподалёку от деревни Бремар в Абердиншире. Был построен в 1628 году Джоном Эрскином, 7-м лордом.
- Замок Келли (англ. Kellie Castle)

Замок расположен в пяти километрах от Питтенуима в округе Файф. В 1613 году его приобрел Томас Эрскин, а через шесть лет ему был пожалован титул графа Келли. Эрскины владели замком до 1948 года.